# Arme blindée et cavalerie
L’arme blindée et cavalerie (ABC) est une composante de l'Armée de terre française chargée de la guerre blindée. Elle a été créée le 1er décembre 1942 en Afrique française du Nord, sur l'ordre du 24 novembre 1942 donné par le général d'armée Henri Giraud. Elle regroupe ainsi des unités de chars et de cavalerie de l'armée française. L’arme blindée et cavalerie a repris les traditions et les missions de la cavalerie et de l’artillerie à cheval. Son ancêtre était l’artillerie spéciale créée en 1916.
Aujourd'hui, elle est chargée de la mise en œuvre de la majeure partie des blindés français, quelques-uns dépendant encore des régiments d'infanterie. Les appellations « cavalerie blindée » ou même « cavalerie » sont aussi fréquemment utilisées.

## Historique

### Fin de la cavalerie à cheval
La Première Guerre mondiale voit de nombreux changements dans l'utilisation de la cavalerie : la guerre de mouvement ayant rapidement laissé place à une longue guerre de tranchées avec l'utilisation de mitrailleuses, barbelés, gaz et autres armes nouvelles, la cavalerie traditionnelle est devenue vulnérable. Le rôle du cheval dans la guerre se limite peu à peu au transport et à la reconnaissance.
Durant l'entre-deux-guerres, seules les troupes coloniales d'Afrique et d'Asie disposent encore d'unités à cheval. Le 2 janvier 1941, Paul Jourdier, officier de cavalerie français de la France libre, engage le combat avec son escadron de spahis contre des unités italiennes, à Umbrega (actuel Soudan). Il va s'agir de la dernière charge au sabre de la cavalerie française et du premier succès terrestre des Forces françaises libres.

### Première Guerre mondiale, début de l'ère des blindés

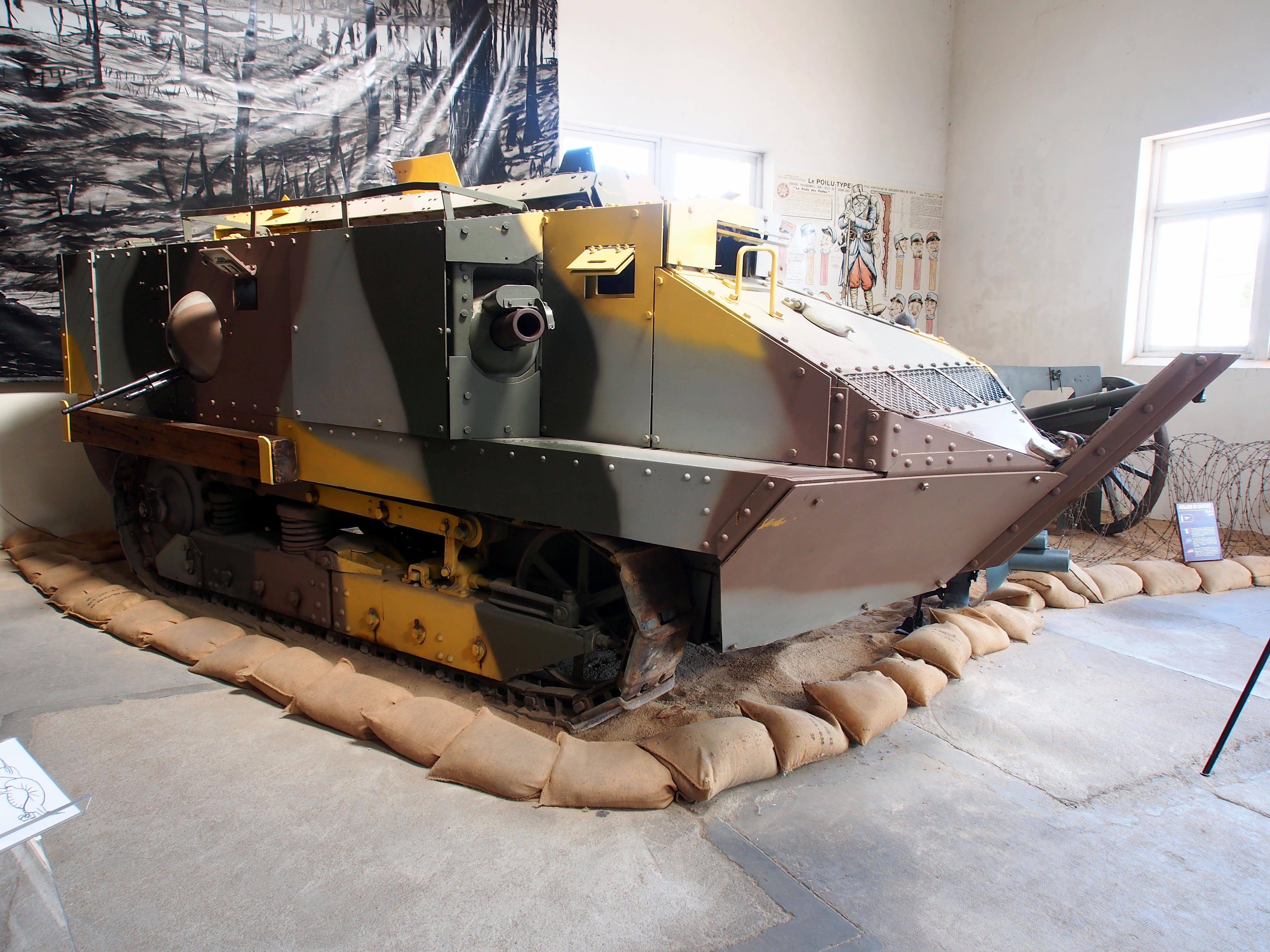
Dernier exemplaire existant du char Schneider CA1, rénové et exposé au musée des Blindés de Saumur.

À la suite de la mobilisation de l’armée française en 1914, la cavalerie représente 10 % des effectifs de l’armée de terre dans 79 régiments principalement répartis entre les 10 divisions de cavalerie. Elle n'est presque plus utilisée comme arme de choc mais sert surtout pour la reconnaissance et les coups de main. Le règlement anachronique de 1913 prévoit « l'attaque à cheval et à l'arme blanche, mode d'action principal. ».
Après la course à la mer et l'établissement de la guerre de tranchées sur le front de l'Ouest, son rôle face à la puissance de feu des armements modernes est considérablement réduit.
Le colonel Jean Estienne comprend dès l'été 1915, le potentiel des prototypes des premiers chars. Il va dès lors multiplier ses contacts avec l'état-major (Joffre) et les industriels (Louis Renault et Schneider et Cie). Après de multiples échanges, Joffre est convaincu par les essais et décide le 31 janvier 1916 de commander 400 chars Schneider CA1 : les tout premiers de l'armée française. Leur objectif est d'ouvrir des passages à l'infanterie à travers les réseaux des barbelés et de détruire les nids de mitrailleuses ennemies.

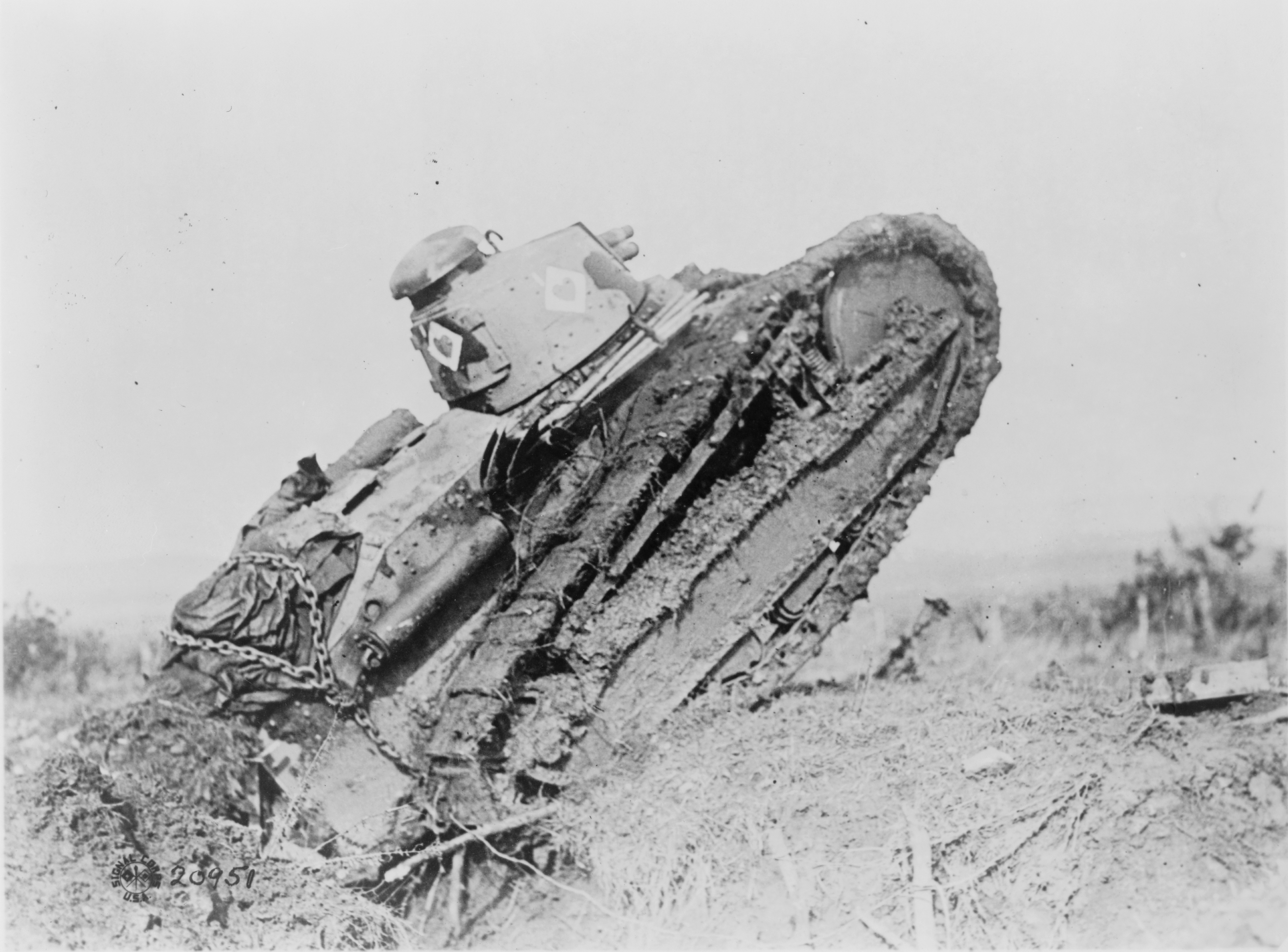
Char d’assaut français Renault FT franchissant une tranchée.

Le 30 septembre 1916, le colonel Estienne est nommé directeur de l'artillerie spéciale. Il devient général le 17 octobre suivant et continue d’œuvrer pour le développement des chars durant toute la guerre. Le 16 avril 1917, l'artillerie spéciale est engagée pour la première fois près de Berry-au-Bac, lors de la bataille du Chemin des Dames. Cette première tentative prématurée est un échec : sur les 132 chars Schneider engagés, 52 sont détruits, 64 abandonnés, seuls les 11 derniers regagnent leur base de départ.
Un an plus tard, le 31 mai 1918, le char Renault FT fait son entrée sur le front dans la Somme : l'opération est cette fois-ci un succès. Ce blindé léger, le premier à être équipé d’une tourelle pivotante sur 360° est tellement performant que plus de 3 000 exemplaires ont été produits et ce même après la guerre.

### L'entre-deux-guerres: vers la cavalerie sans chevaux
« Force est de constater que la part prise par la cavalerie motorisée/blindée dans les opérations au cours de la Première Guerre mondiale, est relativement secondaire, à cause non seulement de ses moyens très réduits et peu efficaces, mais également à cause de la longue période de blocage de la guerre de mouvements et de l’inévitable nécessité de « découvrir le mouvement en marchant ». Pour autant, avec le recul du temps, on distingue parfaitement les prolongements de cette expérience dans les futurs régiments d’automitrailleuses, divisions de cavalerie mixtes et divisions légères mécaniques des années trente »

— Général de division François Lescel, Naissance de notre armée blindée

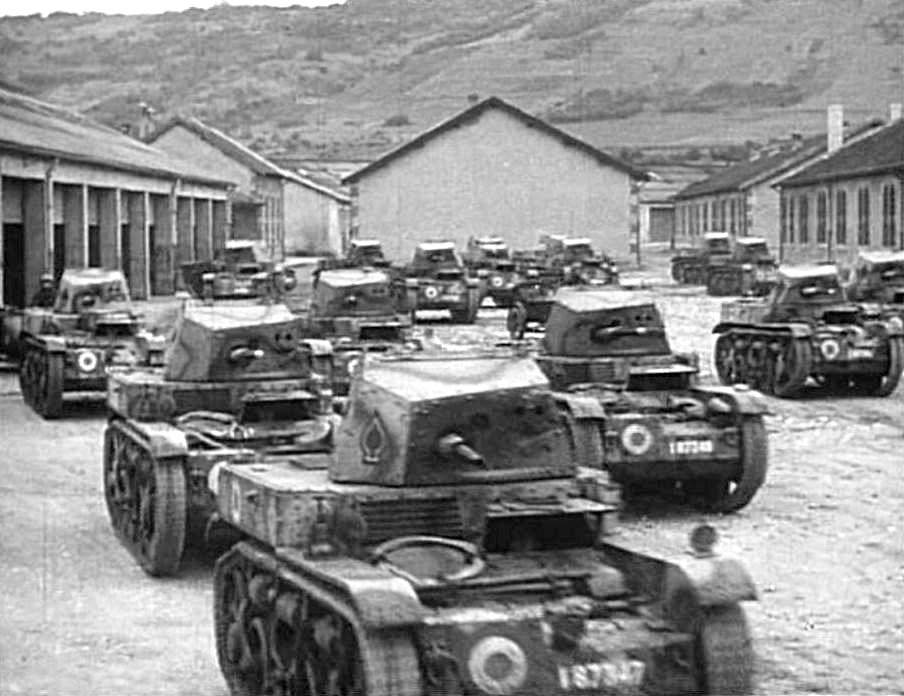
Un groupe de AMR 35 armés d'une mitrailleuse Hotchkiss de 13,2 mm du 4e régiment de dragons portés. Le véhicule de devant, no 87347, est le deuxième produit et montre les grandes rosettes typiques de cette unité à partir de 1938.

Durant l'entre-deux-guerres, des unités de chars FT sont utilisées durant les révoltes coloniales. Un régiment est déployé durant la grande révolte syrienne et des chars sont utilisés durant la guerre du Rif.
En 1933, la transformation de l'une des cinq divisions de cavalerie restantes en division légère mécanique (DLM) est décidée. Pour les autres régiments, la moitié des escadrons est motorisée pour créer des « groupes de reconnaissance au profit des corps d'armée » (GRCA) ou « au profit des divisions d'infanterie » (GRDI).
En 1935 devaient apparaître les premières « divisions légères mécaniques » par transformation des divisions de cavalerie, premières unités entièrement mécanisées de l'arme.
Le programme d'armement de 1937 prévoit la création de deux nouvelles DLM et de cinq divisions légères de cavalerie (DLC). Ces dernières sont composées d'une brigade motorisée et d'une brigade à cheval, faisant cohabiter des vitesses, des rayons d'action et des approvisionnements différents.

### Seconde Guerre mondiale

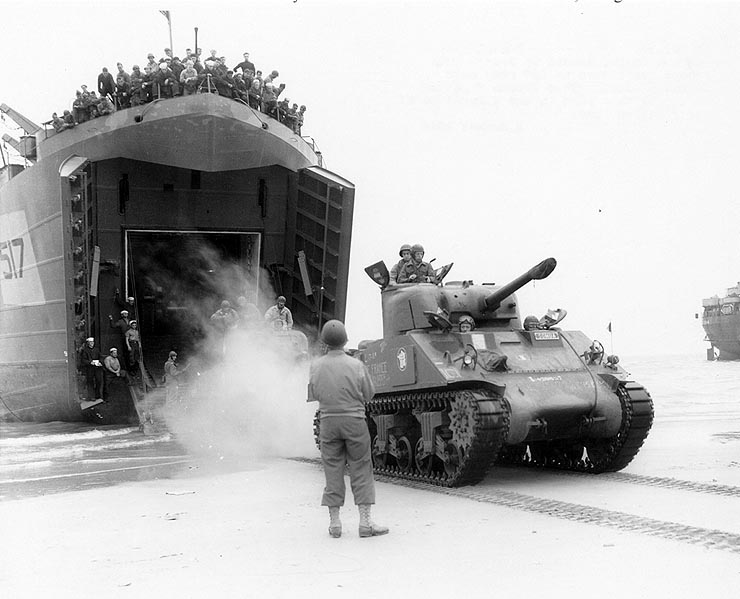
M4 Sherman du de chasseurs d'Afrique de la 2e DB débarquant d'un LST en Normandie en août 1944.

Au début de la guerre, la stratégie de la France consiste à attendre derrière la ligne Maginot avant de pouvoir lancer une contre-attaque générale.
La cavalerie est chargée de couvrir les déploiements et a donc formé les divisions légères mécaniques, unités équipées de chars SOMUA S35 et d'infanterie motorisée, et les divisions légères de cavalerie, avec une brigade mécanique et une brigade à cheval. Le corps de cavalerie (2e et 3e DLM) parvient à couvrir l'entrée en Belgique des Français lors de la bataille de Hannut mais les trois DLM sont piégées à Dunkerque et perdent leur matériel. Les DLC sont éprouvées dans les Ardennes et ne parviennent pas à stopper les Panzerdivision. Les unités de la cavalerie seront reconstituées en juin.
Les divisions cuirassées destinées à la contre-attaque sont inexistantes en 1939 et viennent à peine d’être créées lors de l’offensive allemande de mai 1940. Elles sont malheureusement pour les français trop peu nombreuses et pas assez entraînées. Par exemple, la 4e division cuirassée, commandée par le colonel De Gaulle, est formée d'éléments qui se rejoignent sur le champ de bataille.
Au sein de l'Armée d'Armistice, les chars de combat des bataillons de chars de combat stationnés aux colonies rejoignent dès novembre 1940 des régiments de chasseurs d'Afrique.
En décembre 1942, la cavalerie et les chars de combat fusionnent. En plus du remplacement des pertes, 657 chars M4 Sherman sont perçus lors du rééquipement de l’Armée française de la Libération. Ce char moyen équipe trois divisions blindées françaises : la 2e D.B. qui débarque en Normandie en août et libère notamment Paris, et les 1re et 5e D.B. qui débarquent en Provence au sein de la 1re armée. La France a initialement reçu des M4A2 et A4 mais perçoit également d'autres modèles en provenance des stocks américains pendant la campagne pour remplacer ses pertes.

### Guerre froide

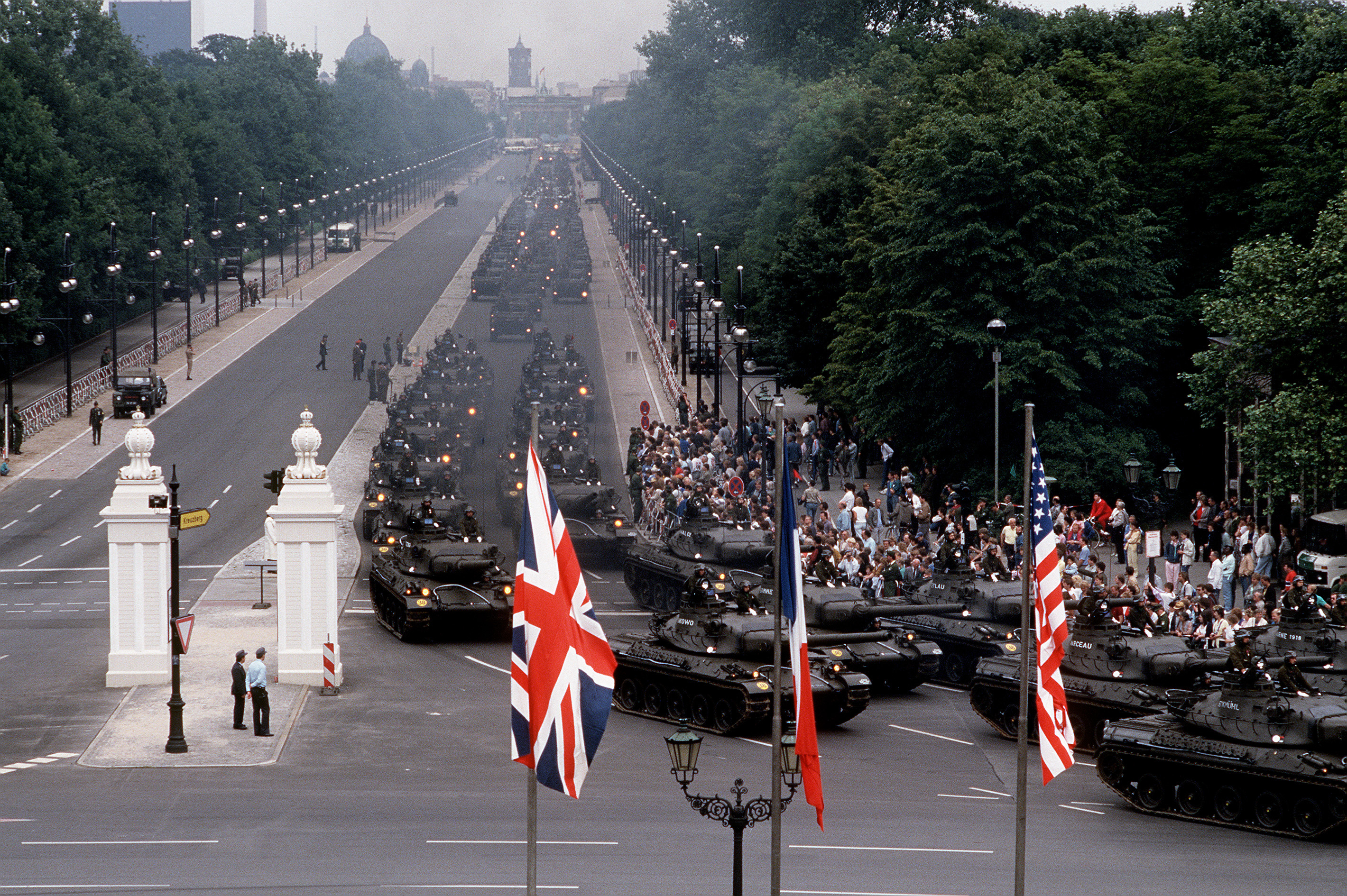
Parade du 11e régiment de chasseurs le 11 juin 1988 lors de la journée des forces alliées à Berlin-Ouest. Au premier plan, des AMX-30B suivis de VAB.

Au sortir de la Seconde Guerre mondiale, les forces blindées se retrouvent en majorité avec du matériel d'origine américaine et britannique et se rééquipent avec du matériel disparate, allant de véhicules français d'avant 1940 à quelques dizaines de chars allemands Tiger I et Panther récupérés. Le char M4 Sherman reste le principal char de combat de l’armée de terre avec 1 254 unités reçues après guerre. Il reste en ligne jusqu'en 1960 après nombre de modifications.
Le char M47 Patton remplace le M4 Sherman (dans ses nombreuses versions et variantes) dans les régiments de chars de combat à partir de 1953. Livré à 856 exemplaires, il reste en service jusqu'en 1970.
Les faibles performances de son canon de 90 mm ont conduit à la constitution d'un escadron de « chasseurs de chars » AMX-13 armés de missiles Nord SS.11 dans chaque régiment de chars de bataille.

### Guerres de décolonisation

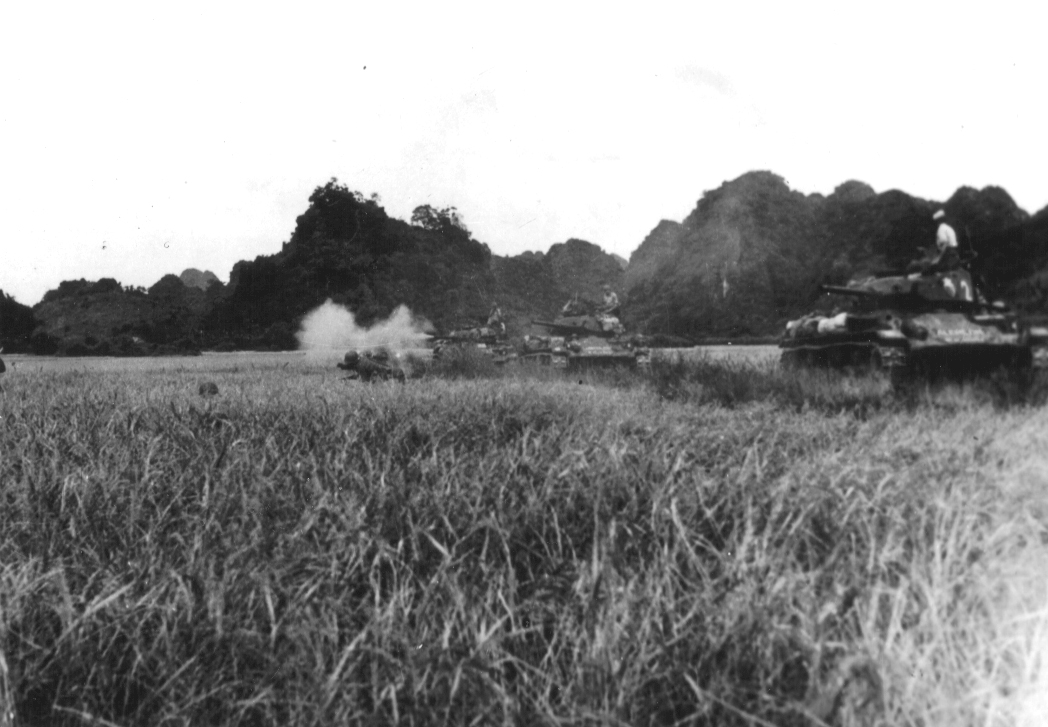
Détachement de trois M24 en action sur les dix que compte à l'origine la garnison française lors de la bataille de Diên Biên Phu. Chacun a tiré 1500 obus.

Si les chars de combat lourds ne sont pas utilisés dans les diverses guerres de décolonisation des années 1940 à 1960, les chars légers et engins de reconnaissance tiennent toute leur place dans les dispositifs militaires français bien qu'ils agissent dans l'immense majorité des cas dans de petites formations en deçà du niveau de l'escadron.

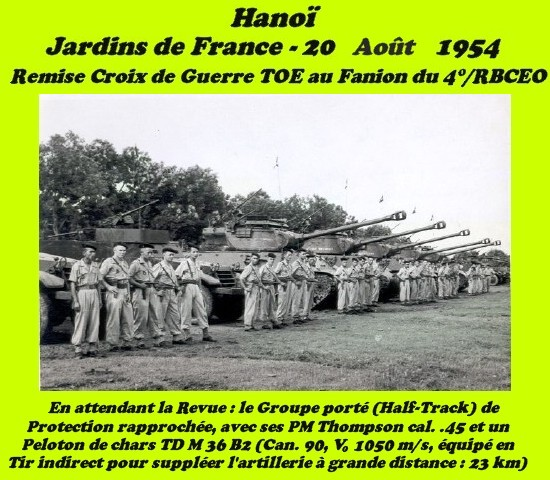
4e Escadron du Régiment blindé colonial d'Extrême-Orient équipé de M36 Jackson recevant la fourragère avec Croix de guerre des Théâtres d'opérations extérieurs, le 20 août 1954.

Au début de la guerre d'Indochine, le matériel de l'ABC sur place est hétéroclite, comprenant entre autres des chars japonais et voitures blindées britanniques laissés sur place par les armées de ces pays après la guerre du Pacifique.
À partir de la défaite de la bataille de la RC 4 en octobre 1950, des moyens blindés plus modernes sont déployés. Des M5 Stuart armés de canons de 37 mm, des M24 Chaffee, des M36 Jackson ainsi que des chars Sherman armés de canons de 75 mm puis de 90 et 105 mm.
Après quatre ans d'aide militaire américaine, le Corps expéditionnaire français en Extrême-Orient (CEFEO) dispose en 1954 de 452 chars et chasseurs de chars, 1 985 voitures blindées, half-tracks et véhicules amphibies.
Le nombre de cavaliers engagés passe de 72 hommes en décembre 1946 à 2 925 en décembre 1950 et à 7 391 en décembre 1951.
Voici l'évolution de l'armement du CEFEO durant cette période :
| Type d'armement     | 1945 | 1947 | 1948 | 1950 | 1951 | 1954 |
| ------------------- | ---- | ---- | ---- | ---- | ---- | ---- |
| Scout-cars          | 40   | 140  | 208  | 253  | 191  | 103  |
| Automitrailleuses   | 19   | 376  | 224  | 225  | 225  | 227  |
| Chars               | 47   | -    | 21   | 26   | 104  | 204  |
| Obusiers            | 9    | 64   | 32   | 73   | 82   | 73   |
| Half-tracks et Bren | 28   | 183  | 179  | 207  | 422  | 468  |
| Vedettes            | -    | -    | -    | 36   | 42   | 80   |
| Amphibies           | -    | -    | -    | 136  | 169  | 230  |
| Total               | 143  | 763  | 664  | 956  | 1234 | 1385 |

Durant la guerre d'Algérie, la cavalerie est fortement employée. Entre autres, en mars 1958, 114 AMX-13 sont déployés ; en juin 1958, on compte 355 chars M24 Chaffee et 340 Panhard EBR, 889 M8 Greyhound (222 pour la gendarmerie), 3 156 half-track et scout-car pour l'armée de terre et 326 pour la gendarmerie en mars 1956.
Le EBR est employé pour surveiller entre autres les lignes Morice et Challe et il est utilisé durant la crise de Bizerte.
Durant la Crise de Suez, le 2e escadron du 2e REC équipé d'AMX-13, et le 1er escadron du 8e régiment de Dragons équipé de M47 Patton, soit un total de 35 chars, débarquent en Égypte les 6 et 7 novembre 1956 lors de l'opération Mousquetaire.

### Depuis 1990, les opérations extérieures

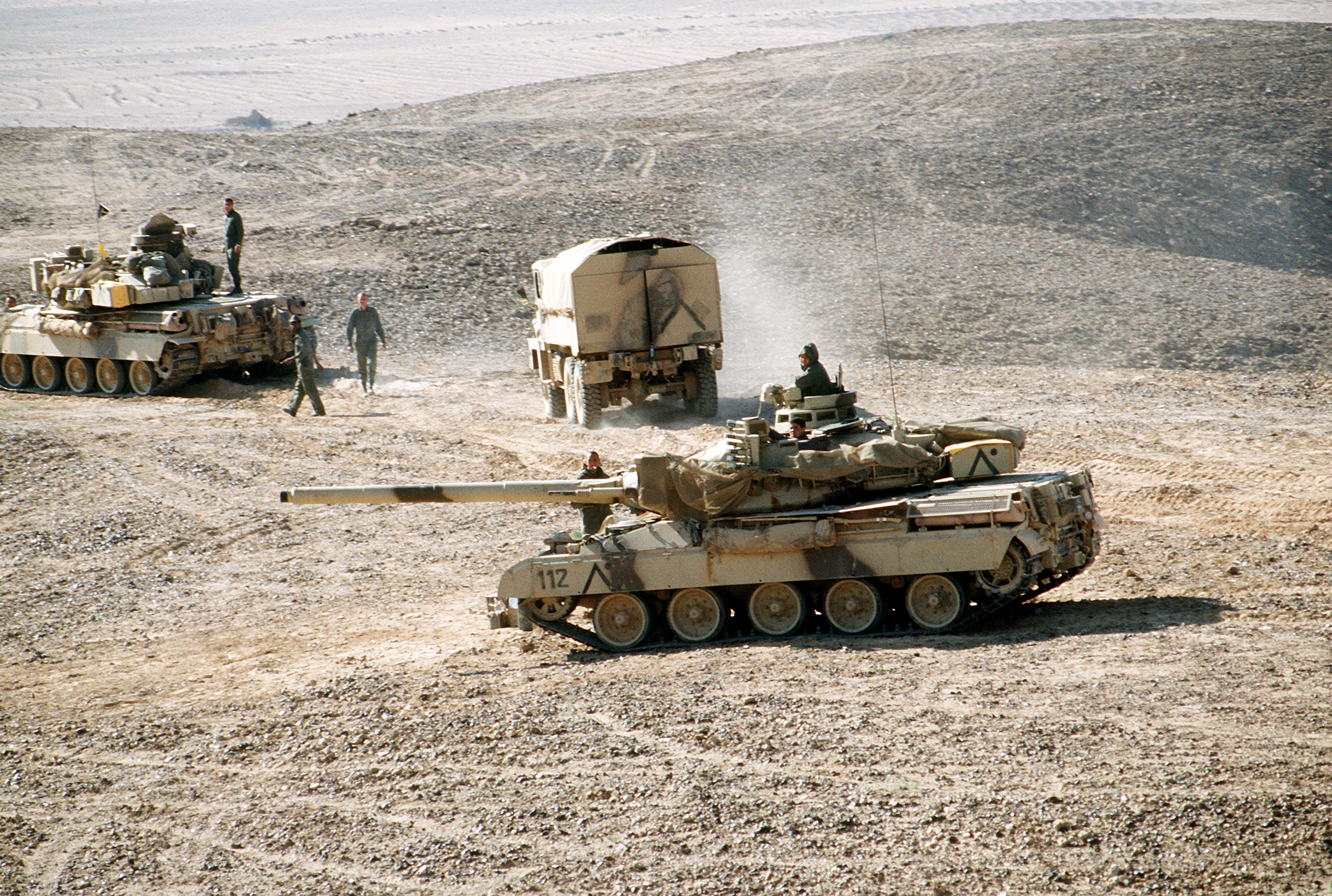
AMX-30 de la division Daguet en Irak durant la guerre du golfe de 1991.

Durant la guerre du Golfe, la division Daguet créée spécialement pour la participation française compte près de 500 véhicules blindés dont 96 AMX-10 RC, 44 chars AMX-30 et 13 ERC-90 Sagaie.
Juste après ce conflit, à partir de 1993, les premiers chars Leclerc sont livrés aux régiments français. Conçu pendant la guerre froide, ce char lourd arrive trop tard et est dénoncé pour son coût : 113 millions d'euros par an rien que pour la maintenance. Il n'avait été déployé que deux fois avant 2015 :
- au Kosovo avec 15 chars de 1999 à 2002 ;
- au Liban avec 13 chars et un dépanneur de 2006 à 2010[30],[31].

L'utilisation de blindés relativement légers a été efficace lors des OPEX en Afrique et en Afghanistan. Les cuirassiers engagés face à une foule hostile à Abidjan en 2004 ont réussi une opération de maintien de l'ordre hors du commun. En zone urbaine, les éléments du 1er régiment étranger de cavalerie sur place durant la Bataille de Ndjamena en février 2008 sont parvenus à protéger l'évacuation des ressortissants. De leur côté, en zone montagneuse, les cavaliers du 4e régiment de chasseurs ont proposé en Afghanistan en 2011 une organisation très optimisée pour accroître les capacités opérationnelles des sous-groupements tactiques d'infanterie lors d'engagements de grande ampleur.
À la suite de la crise ukrainienne, un escadron de quinze chars Leclerc est déployé à partir du 20 avril 2015 sur le camp d’entrainement de Drawsko Pomorskie, dans le nord-ouest de la Pologne pour sept semaines.
Il était prévu en 2014 que 248 nouveaux EBRC « Jaguar » (Engin blindé de reconnaissance et de combat) arrive à partir de 2020 en remplacement des anciens chars légers (ERC-90 Sagaie et AMX-10 RC), en 2018, avec l'arrêt de la baisse des effectifs dans les armées, 300 exemplaires sont prévus.

## Doctrine d'emploi
La doctrine d'emploi de l'arme blindée et cavalerie reprend les missions traditionnelles de la cavalerie adaptées au contexte moderne :
- rupture du front, en utilisant la charge (conjointement avec l'aviation) ;
- exploitation de cette rupture, grâce à la rapidité de déplacement donnée par les véhicules motorisés et tout-terrains ;
- couverture d'une retraite, d'un corps ami, d'un vide entre deux corps amis par effet de masque ;
- reconnaissance (mais de façon de plus en plus restreinte, l'aviation, les radars puis les satellites l'ayant largement supplantée dans cette mission).

Enfin, une des anciennes missions de la cavalerie, les transmissions, remplie autrefois par les estafettes et actuellement par les moyens utilisant la radio, est souvent montée au niveau divisionnaire ou supérieur.

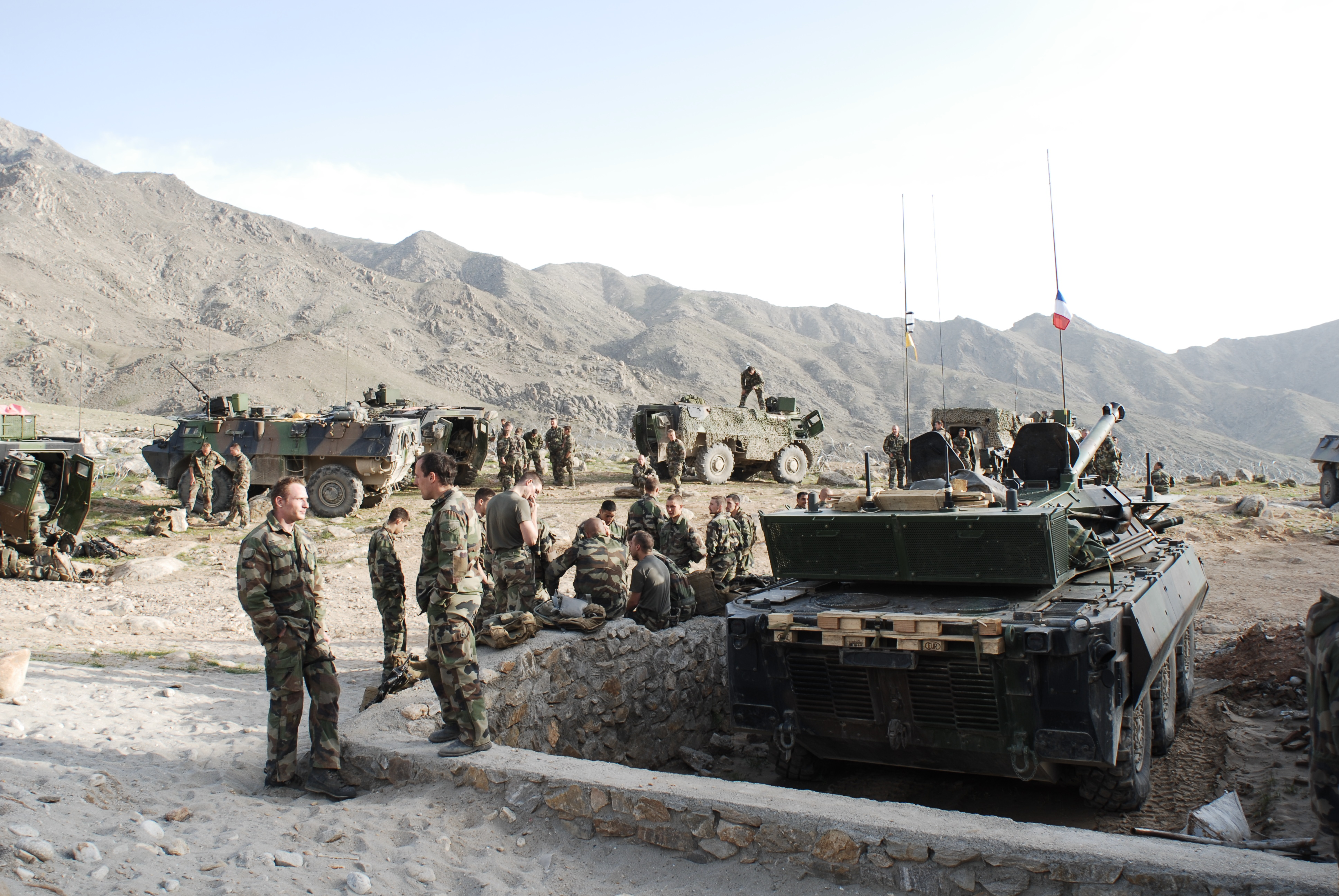
Des militaires français dans le district d'Alasay en Afghanistan en avril 2009. En premier plan, un AMX-10 RC du 4e régiment de chasseurs. Les autres véhicules sont des véhicules de l'avant blindé.

Depuis la fin de l'URSS, l'utilité de l'arme blindée est parfois remise en question, cependant elle a participé à toutes les grandes opérations extérieures en Bosnie, au Liban, en Afrique et même en Afghanistan. Pour ce dernier pays, force est de constater que le terrain se prête mal à l'emploi des blindés : un fort relief rendant les manœuvres compliquées, la cavalerie blindée française déployée compte moins de 120 hommes, soit moins de 3 % des effectifs.
Finalement, les régiments ont vu leur nombre d’escadrons réduit mais 20 % d'entre eux sont aussi projetés en permanence.

## Organisation et équipements
L'ABC disposait de 78 régiments en 1959, période de la guerre froide et de la guerre d'Algérie ; en 2012, elle compte 11 régiments, 10 depuis le 11 juillet 2014. On compte parmi ceux-ci 17 régiments de chars de combat en 1988, 6 en 2001, 4 en 2011, 3 depuis le 11 juillet 2014.

### Après la seconde guerre mondiale
Après la guerre, de nombreuses unités blindés de l’armée française furent équipées de Jagdpanther (ainsi que de Panther et de Bergepanthers d’ailleurs) jusque dans les années 1950[réf. nécessaire]

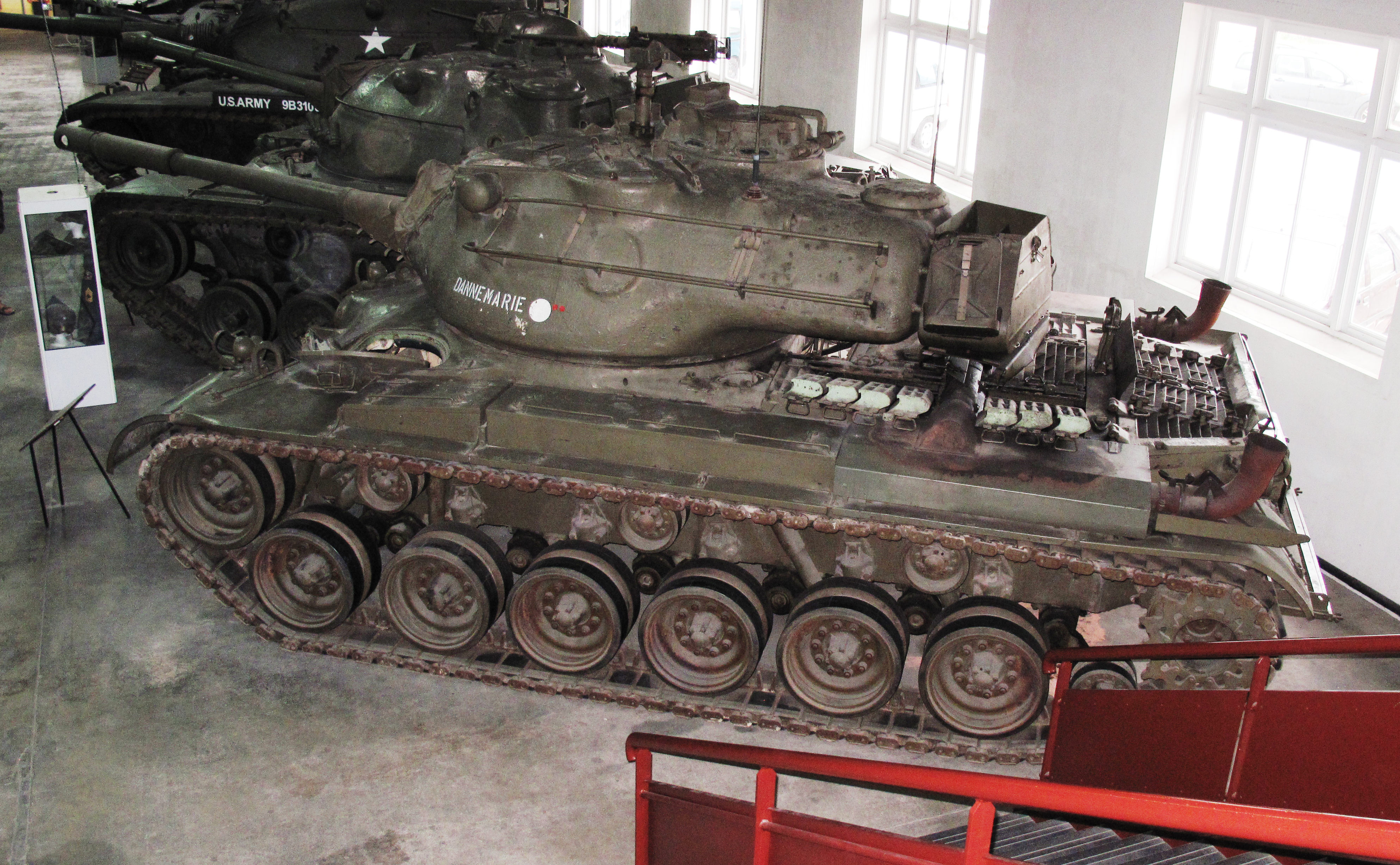
Un M47 Patton français exposé au musée des Blindés de Saumur. 856 exemplaires sont livrés à partir de 1953 et ils resteront en service jusqu’en 1970[40].
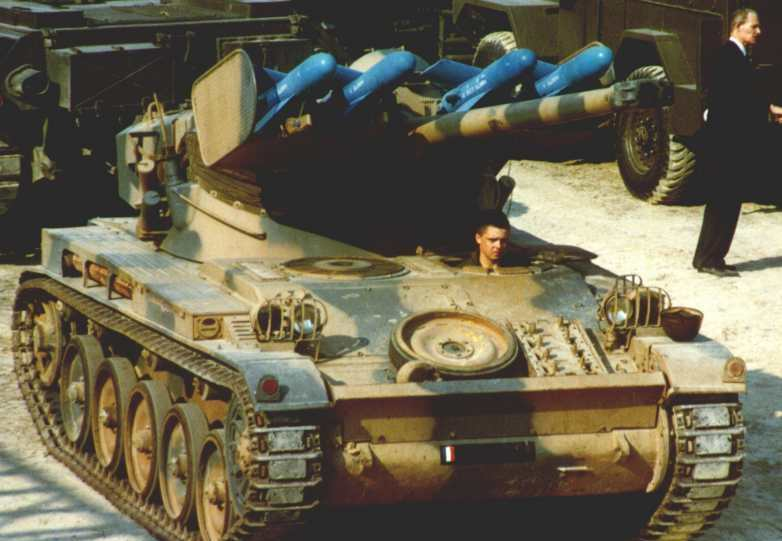
Un char léger AMX-13 équipé de missiles antichar Nord SS.11. Un total de 4 300 de ces engins furent perçus par l'armée française entre 1952 et leur retrait dans les années 1980.

### Fin de la Guerre Froide
En 1989, l'arme blindée cavalerie dispose de 37 grandes unités réparties dans les trois grands ensembles de l'Armée de terre française et à Berlin-Ouest,.
La 1re Armée dispose de 22 unités blindées, organisées au sein du :
- 1er corps d'armée :
  - 7e division blindée
  - 12e division légère blindée (division école)
  - 14e division légère blindée (division école)
- 2e corps d'armée :
  - 1re division blindée
  - 3e division blindée
  - 5e division blindée
- 3e corps d'armée :
  - 2e division blindée
  - 10e division blindée

Les Forces françaises à Berlin disposent d'un régiment.
La défense opérationnelle du territoire dispose de 8 unités blindées réparties entre les six régions militaires.
La force d'action rapide dispose d'un groupe de combat blindé composé de 6 unités réparties dans :
- 6e division légère blindée
- 9e division d'infanterie de Marine

Voici les moyens blindés à cette date (hors Berlin-Ouest et Outre-Mer) :
| Type d'engin | 1re Armée | F.A.R. | D.O.T. | Total |
| ------------ | --------- | ------ | ------ | ----- |
| AMX-30 B2    | 802       | -      | -      | 802   |
| AMX-30       | 415       | -      | -      | 415   |
| AMX-13/90    | 16        | -      | -      | 16    |
| AMX-10 RC    | 196       | 72     | -      | 268   |
| ERC-90       | 8         | 72     | -      | 80    |
| AML-60       | -         | -      | 439    | 439   |
| AML-90       | 36        | 72     | 188    | 296   |
| Total        | 1 473     | 216    | 627    | 2 316 |

### Évolutions depuis 2005
Si on y intègre les unités de cavalerie des troupes de marine et de la Légion étrangère, l'ABC rassemble en janvier 2005 un total de 12 485 militaires (964 officiers, 4 176 sous-officiers et 7 345 engagés volontaires) et 892 membres du personnel civil de la défense, soit 10 %  environ des effectifs de l'armée de terre.
Son parc comprend alors :
- 280 chars Leclerc. Le premier char de série fut livré en 1991 et 406 ont été livrés au total. En 2010, le nombre de chars en dotation dans les forces s'élève à 254, dont 240 chars projetables destinés à remplir le contrat opérationnel avec 4 régiments de 54 Leclerc. Au 31 décembre 2012, 272 étaient en service ; au 31 décembre 2013, 254[43] ;
- 80 chars AMX-30 B2, chiffre tombé à 17 en 2006, jouant le rôle de forces d'opposition dans les manœuvres. Ils sont entrés en service à partir de 1967 et en 1983, 1 210 de ces engins étaient en ligne en compagnie de 1 010 chars AMX-13[44] ;
- 256 chars AMX-10 RC ; char entré en service en 1980, avec un total de 337 chars livrés à l'armée française. 254 exemplaires étaient en service au 31 décembre 2013 ;
- 165 ERC-90 Sagaie ;
- 344 VAB ;
- 1 063 VBL.

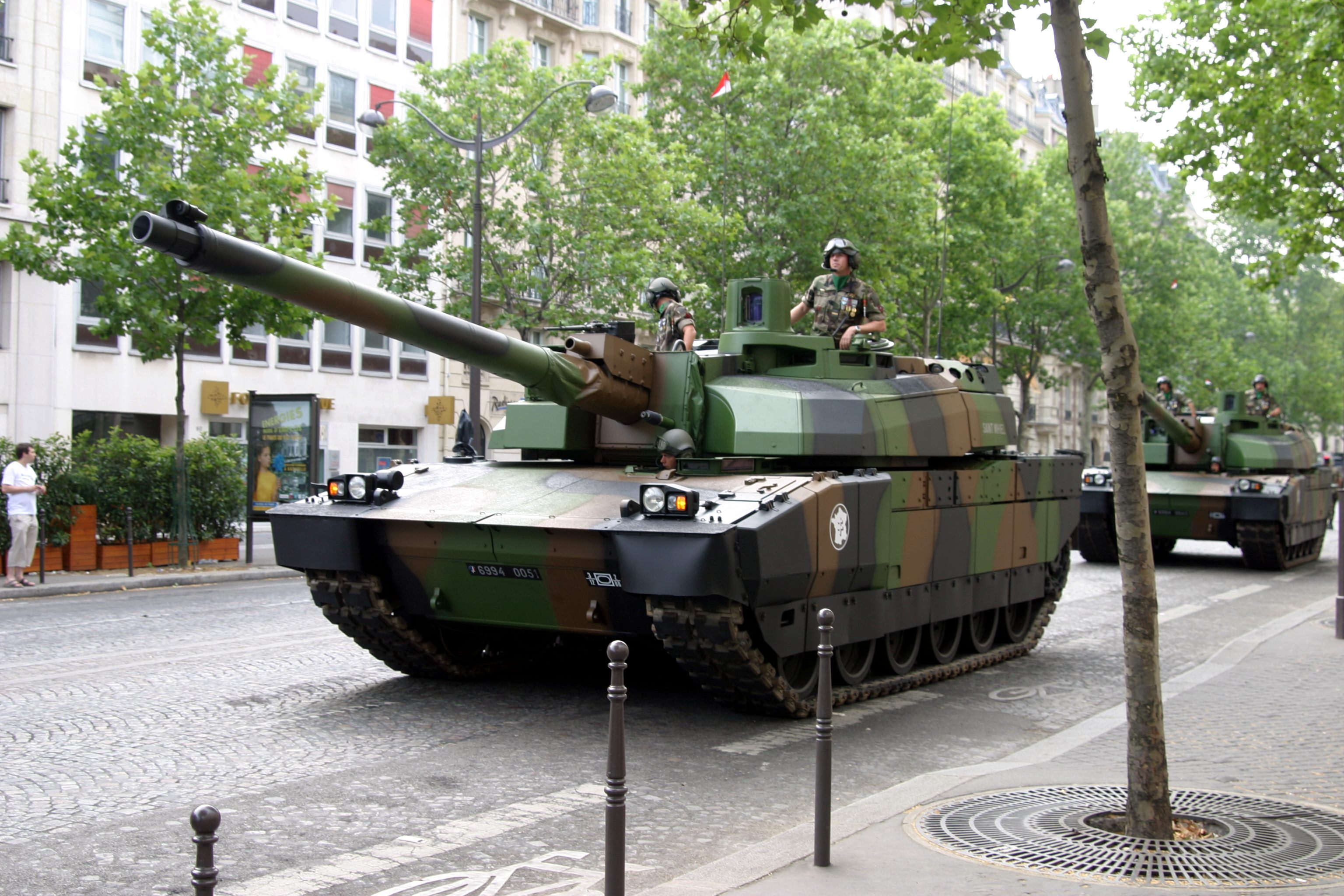
Chars Leclerc lors du défilé du 14 juillet 2006.
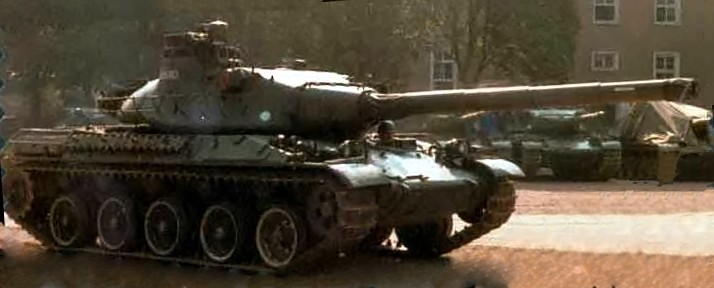
Chars AMX-30 qui, pendant une trentaine d'années, formèrent l'ossature de l'ABC.
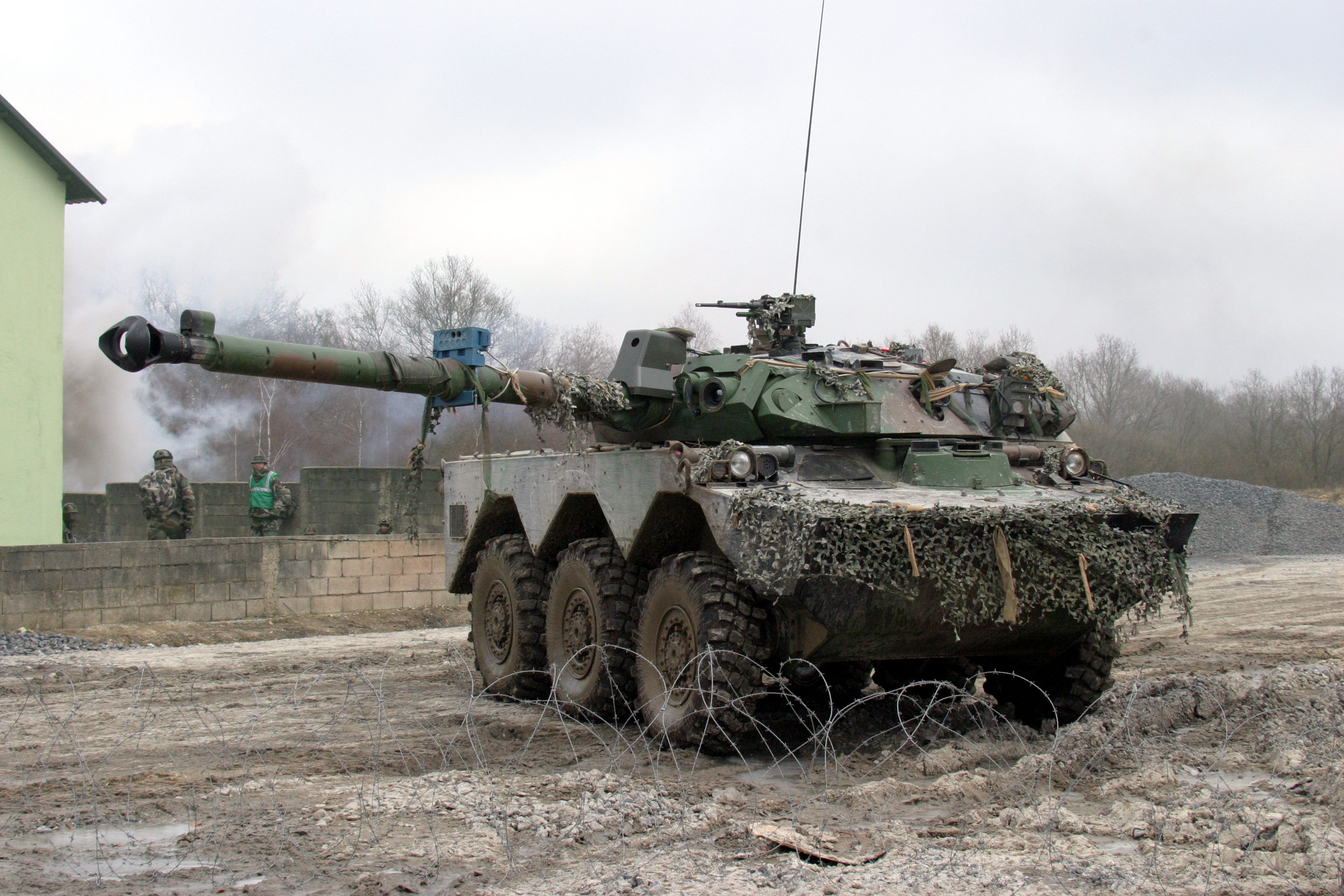
Un AMX-10 RC du 1er régiment de spahis en manœuvre.
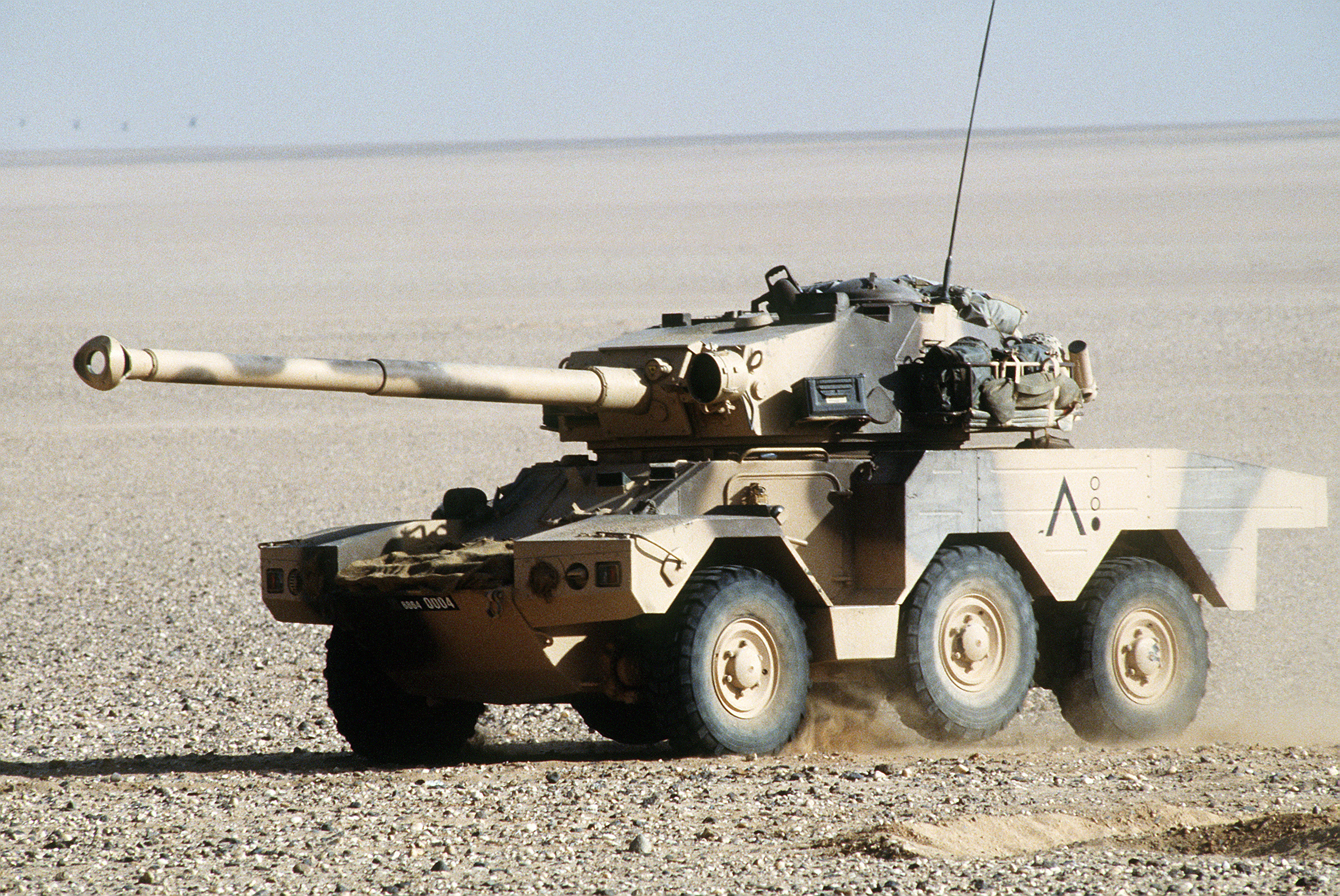
ERC-90 Sagaie pendant l'opération Daguet durant la guerre du Golfe (1990-1991).
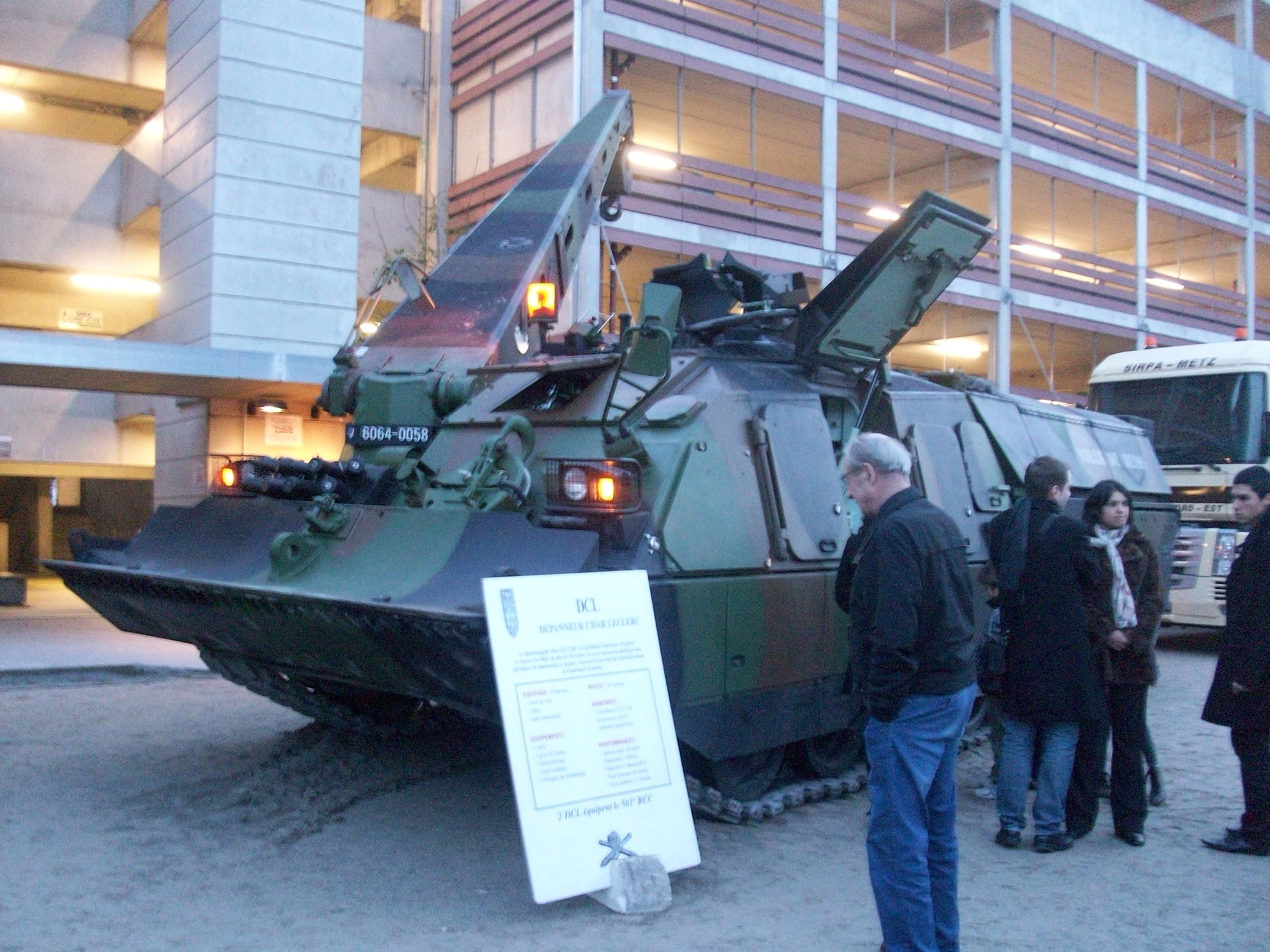
Un des sept chars de dépannage DNG/DCL du 501e RCC en 2010. Un total de 18 chars de dépannage de ce type sur les 20 reçus sont en service dans l'armée de terre française en 2016.

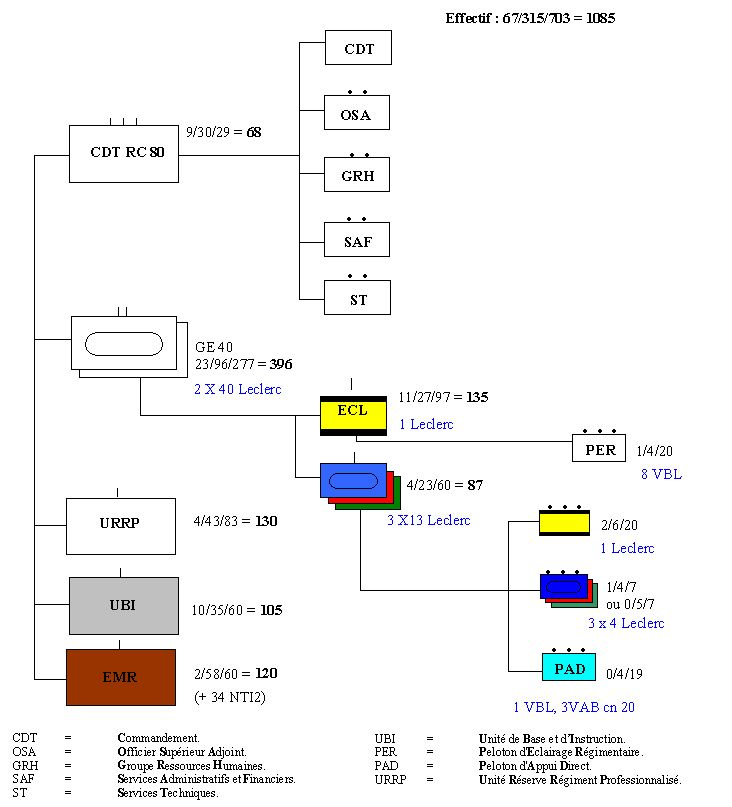
Organigramme du RC 80, modèle de régiment de chars de combat à 80 chars valable de 1994 (3 au 1 septembre 1998) à 2009.

En 2020, l'arme blindée et cavalerie est constituée des régiments suivants :
- les quatre régiments de chars de combat qui étaient équipés de 80 chars Leclerc chacun[45], jusqu'à une réorganisation en 2009 qui fit tomber l'effectif à 54 :
  - 1er régiment de chasseurs (1er RCh) de Thierville-sur-Meuse ;
  - 5e régiment de dragons (5e RD) de Mailly-le-Camp (recréé le 12 juillet 2016),
  - 12e régiment de cuirassiers (12e RC) d'Olivet,
  - 501e régiment de chars de combat de Mourmelon-le-Grand[réf. incomplète][b],
- les sept régiments de cavalerie blindée équipés de blindés à roues avec canon AMX-10 RC :
  - 1er régiment de spahis (1er RS) de Valence,
  - 1er régiment d'infanterie de marine (1er RIMa) d'Angoulême,
  - 1er régiment étranger de cavalerie (1er REC) de Carpiagne[46],
  - 1er régiment de hussards parachutistes (1er RHP) de Tarbes,
  - 3e régiment de hussards (3e RH) de Metz,
  - 4e régiment de chasseurs (4e RCh) de Gap ;
  - Le régiment d'infanterie chars de marine (RICM) de Poitiers;
- un régiment blindé de renseignement :
  - 2e régiment de hussards (2e RH) de Haguenau ;
- un régiment de renseignement humain des forces spéciales : 
  - 13e régiment de dragons parachutistes (13e RDP) de Martignas-sur-Jalle ;
- un régiment d'entraînement :
  - 1er régiment de chasseurs d'Afrique (1er RCA) de Canjuers ;
- un régiment de défense nucléaire, radiologique, biologique et chimique : 
  - 2e régiment de dragons (2e RD) de Fontevraud-l'Abbaye[c] ;
- deux écoles : 
  - l'École de cavalerie de Saumur (EC) ;
  - l'Ecole militaire d'équitation (EME) qui dépend du centre national des sports de la défense (l'école est détenteur de l'emblème du 8e régiment de dragons) ;
- deux centres de formation initiale des militaires du rang :
  - le centre de formation initiale des militaires du rang de la 2e brigade blindée - 12e régiment de chasseurs d'Afrique (CFIM 2e BB - 12e RCA) de Bitche,
  - le centre de formation initiale des militaires du rang de la 7e brigade blindée - 3e régiment de chasseurs d'Afrique (CFIM 7e BB - 3e RCA) du Valdahon ;

Le 5e régiment de cuirassiers est recréé en juin 2016 au sein des Forces françaises aux Émirats arabes unis.
- autres :

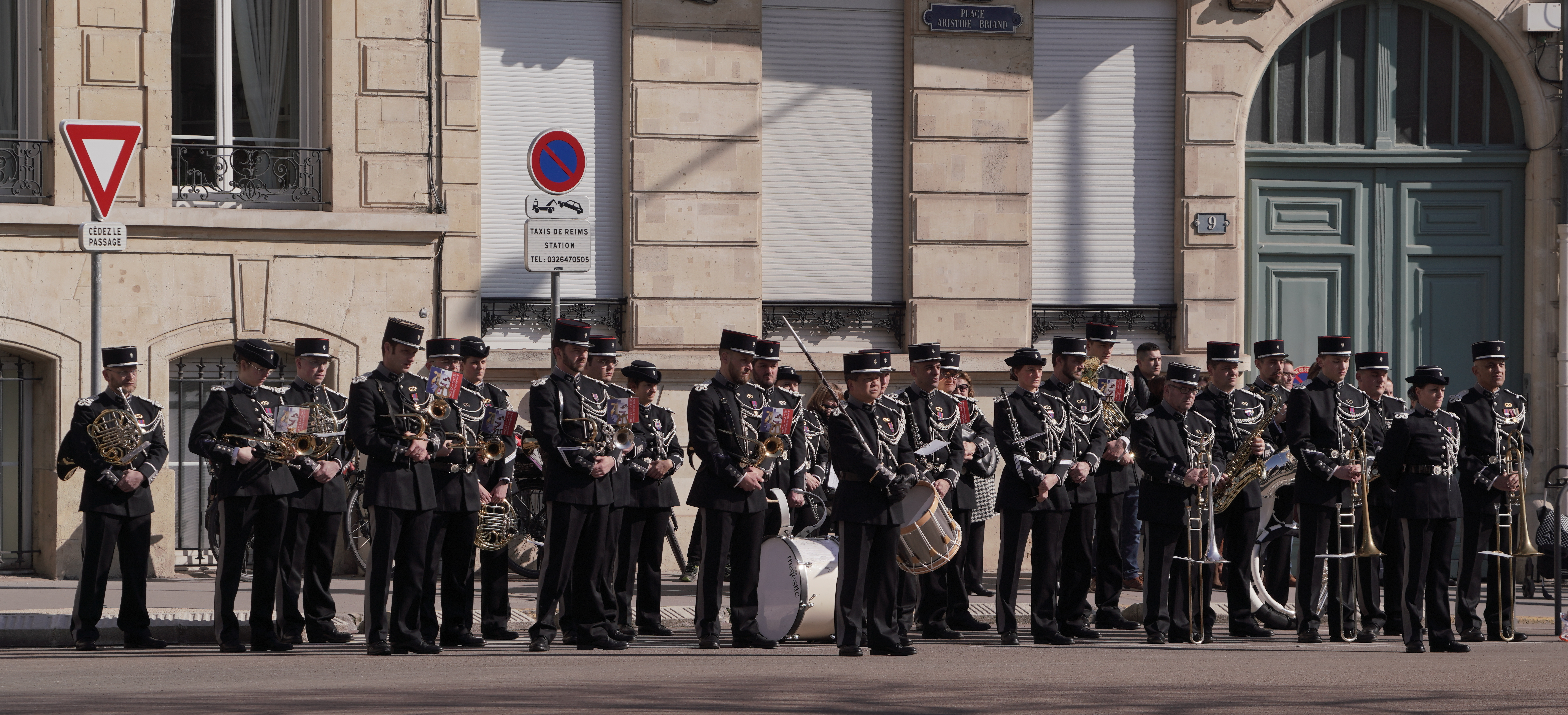
La musique lors de la cérémonie de la journée des droits des femmes 2024 au Monument en hommage aux infirmières du monde.

  - la musique de l’arme blindée et cavalerie de Montigny-lès-Metz ;
  - le 4e groupe d’escadrons de hussards, devenu le groupement de soutien de la base de défense de Metz en 2011 ;
  - le centre de renseignement Terre (CRT) de Strasbourg, détenteur de l'emblème du 8e régiment de hussards depuis octobre 2017.

### Livres blancs 2008 et 2013: prévisions pour 2025
Le Livre blanc 2008 réduit le nombre de chars de combat Leclerc à 250, soit 4 régiments équipé de 60 chars Leclerc contre 4 à 80 en 2008.
Le Livre blanc 2013 prévoit pour 2025 que les forces terrestres disposent de 200 chars lourds, 250 chars médians et 2 700 véhicules blindés multirôles et de combat,.

## Formation

### École de Cavalerie

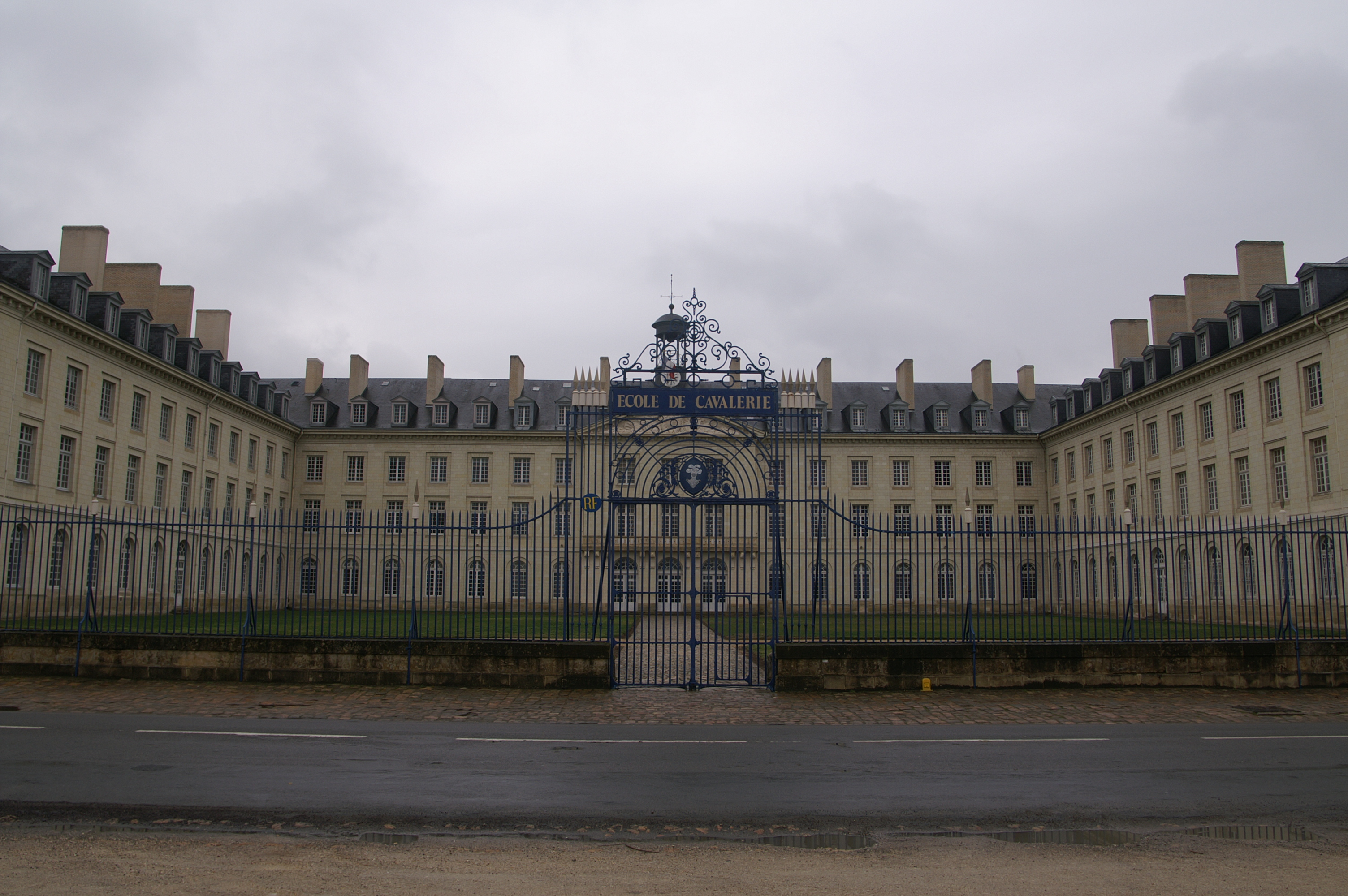
Bâtiments de l'École de Cavalerie à Saumur.

À l'issue de la Seconde Guerre mondiale, la cavalerie (principalement chargée de la reconnaissance) et les chars de combat fusionnent pour donner naissance à l'arme blindée et cavalerie (ABC). L'École d'application de la cavalerie de Saumur devient alors l'École d'application de l'arme blindée et de la cavalerie (EAABC).
L'école prend son nom actuel le 1er août 2009. Elle forme tous les officiers et sous-officiers de l'armée française sur l'ensemble des matériels en service au sein de l'arme blindée et cavalerie : elle dispose ainsi de tous les véhicules blindés, mais aussi de simulateurs d'entrainement.
Le musée des Blindés de Saumur, initialement appelé « Centre de documentation sur les engins blindés » (CDEB) avait été fondé en 1965 pour aider à la formation des élèves de l'EAABC. En 1983, sa gestion a été confiée par le ministère de la Défense à l'association des amis du musée des Blindés (AAMB). Près de 880 véhicules sont ainsi exposés dont environ deux cents sont en complet état de marche.

### Arme équivalente
- Corps blindé royal canadien
- Royal Armoured Corps de l'armée britannique
- Panzerwaffe de l'armée de terre du IIIe Reich